# بابلو ألفاريز مينينديث
بابلو ألفاريز مينينديث (بالإسبانية: Pablo Álvarez Menéndez) (7 فبراير 1985 في الأوروغواي - ) هو لاعب كرة قدم أوروغواني في مركز الدفاع. شارك مع منتخب الأوروغواي لكرة القدم. أما مع النوادي، فقد لعب مع فيسوا كراكوف ونادي أونيفرسيداد كاتوليكا ونادي ريجينا وناسيونال مونتيفيديو ونادي بانسيريكوس وClub Deportivo Universidad Católica (sports club) ‏.

## وصلات خارجية
- بابلو ألفاريز مينينديث على موقع قاعدة بيانات كرة القدم.إي يو (الإنجليزية)
- بابلو ألفاريز مينينديث على موقع ناشيونال فوتبول تيمز (الإنجليزية)
- بابلو ألفاريز مينينديث على موقع Soccerway.com (الإنجليزية)
- بابلو ألفاريز مينينديث على موقع AS.com (الإسبانية)